# Mix Megapol Göteborg
Mix Megapol Göteborg 107,3 är en reklamfinansierad privat lokalradiostation inom nätverket Mix Megapol med musik som sitt huvudsakliga programinnehåll. Sändningarna går att höra på FM-bandet samt på internet. Stationerna i nätverket ägs av Bauer Media. Göteborgsstationen sänder delvis lokalt och fokuserar på händelser i Göteborgsområdet. Stationens musikformat är AC.

## Historik
Stationen startade den 21 september 1987 som Radio City som ett samarbete mellan det producerande företaget Inner City Broadcasting och tillståndsinnehavaren Svenska Arbetsgivareföreningen. Patrik Itzel och Rolf Legefors hade under sommaren nått en överenskommelse med dåvarande SAF om sändningar vars syfte var att påvisa att det gick att producera radio på ett annat sätt än inom Sveriges Radio, skapa opinion för en avreglering av radiomediet samt sprida ideologiska budskap. Senare startade ICB också sändningar i Skåne via Staffanstorps närradio på 102,6. Stationen producerades lokalt i Malmö med administrerades av Patrik Itzel och Rolf Legefors i Göteborg.
Som dotterbolag bildades ICN, Inner City News, som försåg de egna tre stationerna med nyhetsmaterial, främst från TT men även egna reportage och inslag. Även andra närradiostationer återutsände dessa nyhetssändningar.
Det första året sände stationen på närradiofrekvensen 94,9 MHz men flyttade i juni 1988 över till 103,1 MHz. I samband med frekvensbytet ändrades namnet till City 103.
I början på 90-talet önskade även Socialdemokraterna börja sända närradio och tog en del av City 103:s sändningstid i anspråk. Stationen valde då att enbart sända på sina slavsändare 101,1 MHz och 102,6 MHz. Stationen bytte efter frekvensbytet återigen namn, nu till City Radio.
Inner City Broadcasting gick i konkurs 1993 och stationen övertogs av Gert Eklund. I samband med en auktion av sändarfrekvenser för kommersiell radio inropade stationens ägare frekvens 107,3 MHz och blev därefter City 107.
Stationen såldes senare till SBS Radio och flyttade stationen från lokalerna i Gamlestaden till Kajskjul 107 på Norra Älvstranden. Stationen fick namnet Radio City. Stationen slogs år 2006 ihop med Mix Megapol och fick då namnet Mix Megapol Radio City. Den nationellt sända versionen av Mix Megapol försvann från Göteborg och ersattes på frekvensen 107,8 av The Voice.
Stationens räckvidd har varierat under dess verksamhetstid. Under de första åren då stationen sände på 94,9 var effekten begränsad till 100 W och på 103,1 var den tillåtna uteffekten 400 W vilket inte bara begränsade räckvidden till Göteborg stad och de närmaste förorterna. Stationen etablerade sig i närradioföreningar med sändare i norra Göteborg (101,1 MHz) och i södra Göteborg (102,6 MHz) för att förbättra räckvidden.
Efter att stationen lämnat 103,1 MHz-sändaren var räckvidden något begränsad men hörde i stort sett över hela Göteborg. Efter att sändningarna startat med frekvensen för privat lokalradio på 107,3 MHz från Göteborg Brudaremossen kunde stationen nå från mellersta Bohuslän (norr om Uddevalla) till mellersta Halland (Varberg).
En systerstation drevs under en tid på 98,3 MHz under namnet City Rock med musik från främst 1950- och 1960-talen men även material från 1970-talet. City Rock sände över Härryda närradio och kunde höras i stora delar av Göteborg.
Till årsskiftet 2004/2005 beslöt SBS att flytta sin sändare från Teracoms mast vid Brudaremossen till en mindre mast i Lärje. Trots att uteffekten var oförändrad innebar detta en minskning av stationens yttäckning med 50% då räckvidden minskade från 80 km till 50 km. Orsaken till den minskade räckvidden är att den nya sändaren har en höjd på 84 m jämfört med den tidigare i Brudaremossen som hade en höjd på 273 m ovan mark.
Under 2006 valde SBS Broadcasting Group att slå samman dåvarande Radio City 107,3 med Mix Megapol som tidigare sändes på 107,8. Den platsen togs då över av The Voice of hip hop & RnB, medan Radio City fick ta över Mix Megapol-namnet. Samma lokala radiostation med det nya dubbelnamnet Mix Megapol Radio City 107,3 användes under en övergångsperiod under cirka två år.
År 2008 gick man dock helt över till att använda sig av namnet Mix Megapol Göteborg. Som ett led i arbetet att stärka varumärket runt om i Sverige valde man även att bryta de 100 % lokala sändningarna och släppa in delar av nationellt sända Mix Megapol, samtidigt som stationen firade 20 år i göteborgsetern.
Under 2009 övergick man till samma spellistor som nationella Mix Megapol och övriga nätverket.
I samband med att de nya nationella frekvenstillstånden togs i bruk den 1 augusti 2018 valde man att utöka sändningsområdet för Mix Megapol Göteborg till resten av Bohuslän samt större delen av det som var gamla Älvsborgs län.
Morrongänget slutades sändas den 8 April 2024 och blev ersatt med Gry Forssell med vänner med Halvtids-Erik och Pipistrello.

## Nedlagda program på stationen
- Morrongänget (vardagar 06-10)
- Mix på jobbet med Anna Spolander    (vardagar 10-14)
- The Show (vardagar 16:30-20)

## Spårvagnsstudio

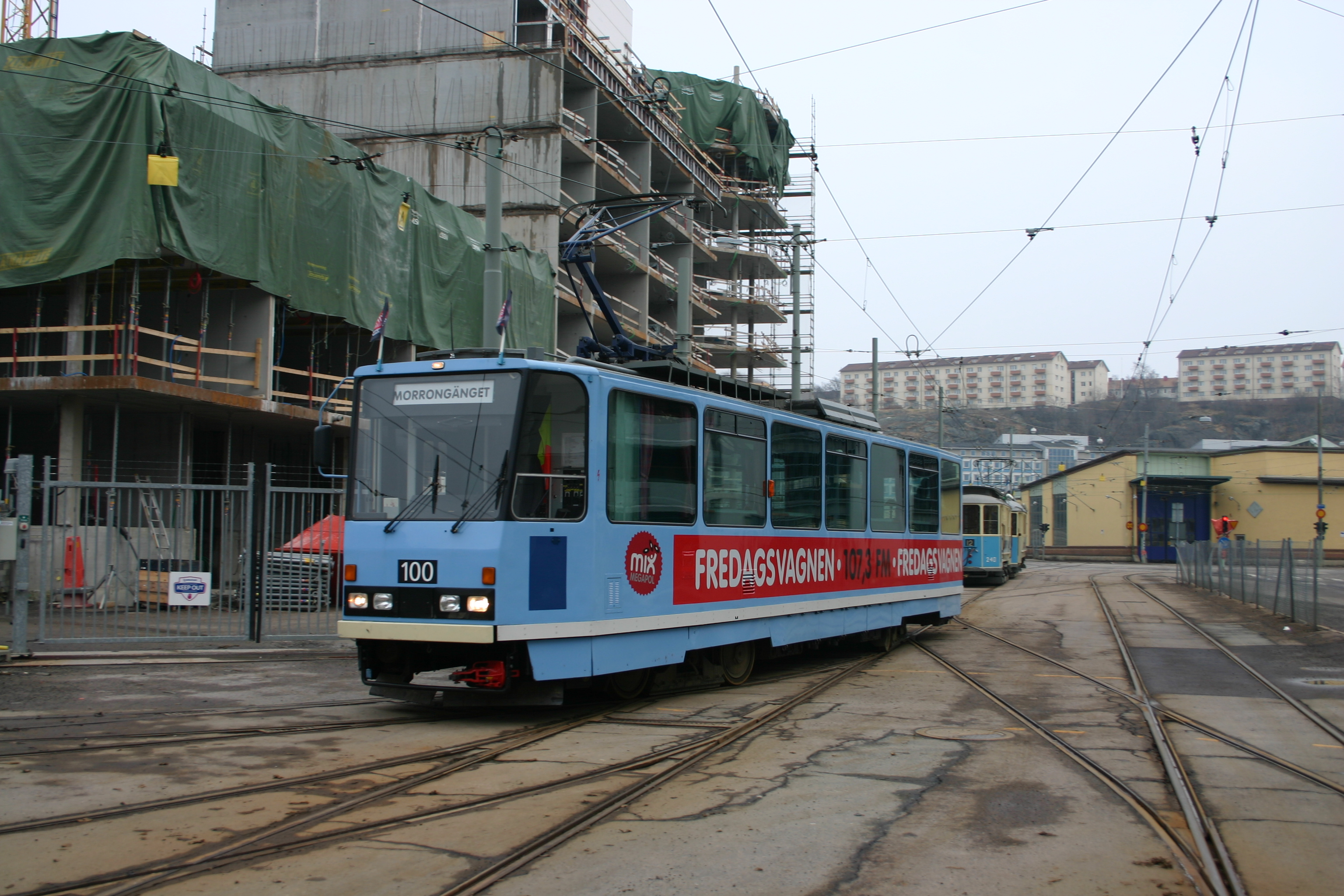
Tatravagnen M30 nummer 100 som radiovagn.

The Tommy och Anna Show sänds på fredagarna från en spårvagn som rullar i Göteborg. Det är Spårvägssällskapet Ringlinien som hyr ut en spårvagn littera M30 med förare till Mix Megapol. Radioprogrammet sänds via radiolänk från spårvagnen till studion, där det mixas och sänds vidare till ordinarie sändare i Brudarmossen. Spårvagnsföraren och programledarna vet numera vilka sträckor i stan man skall undvika p.g.a radioskugga. Gäster i radioprogrammet kan, planerat eller oplanerat, plockas upp på olika hållplatser.

## Programledare i urval
- Ingemar Allen
- Peter Sandholt
- Anna Spolander
- Erik ”halvtidserik” Thorsell
- Edwin Cederqvist
- Tommy Svensson
- Anders ``Pipistrello``Rönnefors
- Lovisa Fischerström
- Peter Borossy
- Sven Hallberg
- Richard Herrey
- Jeanette Predin
- Micke Dahl
- Maria Granquist

## Tidigare programledare i urval
- Anica Stenberg
- Carina Berg
- Daniel Breitholtz
- Fredrik Bergman
- Hasse Eriksson
- Henrik Holmberg
- Klas Anding
- Klas Eriksson
- Lena Larsson
- Stefan Andersson
- Linda Fyrebo

## Frekvenser
- Göteborg 107,3
- Kungsbacka 104,3
- Kungälv 92,4
- Lerum 87,6
- Alingsås 104,5
- Borås 105,5
- Trollhättan 106,9
- Uddevalla 104,2
- Kungshamn 89,5
- Rabbalshede 107,1

## Referenslänkar
1. ↑  ”Gry Forssell ersätter Morrongänget i Göteborg”. Radionytt.se. 8 april 2024. https://radionytt.se/nyheter/gry-forssell-ersatter-morronganget-i-goteborg/. Läst 9 april 2024.